# 松田道雄
松田 道雄（まつだ みちお、1908年10月26日 - 1998年6月1日）は、日本の医師・育児評論家・歴史家。著述家・マジック研究家の松田道弘は息子。

## 来歴・人物
茨城県水海道町（現・常総市）に代々医師の家に生まれ、生後すぐ京都に移る。松田家の初代は千姫の侍医と伝わり、祖父は江戸で修行した蘭学医だった。父は京都で小児科医を開業していた。
京都市立明倫小学校、京都一中、旧制第三高等学校、京都帝国大学医学部卒業。大学時代は「社会科学研究会」に所属してマルクス主義の研究・運動を行うが、共産党に入党する決心はできなかった。1929年には太田武夫が京都の被差別部落でひらいていた診療所に手伝いに行っていた。
1932年に京都帝大医学部副手となり、父親も師事していた平井毓太郎らの影響で小児結核を研究対象とする。1937年から中京区西ノ京の健康相談所、1942年から京都府衛生課結核予防係、のち和歌山県衛生課長。その間、1940年に初の著書『結核』を刊行。1943年に「小児の慢性肺結核の発生に関する研究」により医学博士の学位を授与される。
太平洋戦争中、召集されて軍医となりビルマに派遣を命じられるが、父の友人の京都市衛生局長の助言により、内地の陸軍の結核病院に転属となる。戦後、県に辞表を提出し、大阪府の民間病院小児科に勤務、その後京都に診療所を開く。
小児科の医師として診療する傍ら、久野収の勧めもあって1949年に平和問題談話会に参加、末川博、恒藤恭、田中美知太郎、桑原武夫らの知遇を得る。1960年に京都大学人文科学研究所の共同研究「革命の比較研究」などに参加する。1978年には武谷三男、野間宏、水上勉らとともに安楽死法制化を阻止する会声明発起人となった。
1967年に小児科の診療を辞め、執筆・評論活動に専念。1967年に出版した代表作でベストセラーの『育児の百科』（岩波書店）をはじめ、数多くの著作があり、主な著作はシリーズ『松田道雄の本』（筑摩書房・全16巻）に収められた。また、ロシア語史料に基づくロシア革命史研究の開拓者としても知られ、その分野の著書も多数ある。
1949年に『赤ん坊の科学』で毎日出版文化賞、1963年に『君たちの天分を生かそう』で児童福祉文化賞をそれぞれ受賞。
死後、個人蔵書は「松田道雄文庫」として熊本学園大学に収められた。

## 主な著書
- 『結核』 弘文堂 1940
- 『人間と医学』 中央公論社 1947
- 『からだとこころ おばけ退治』 大雅堂 1948（新少年文庫）
- 『医学の誤謬』 白東書館 1948
- 『結核とのたたかいの記録』 白東書館 1948
- 『赤ん坊の科学』 創元社 1949
- 『新しい育児百科』 羽仁説子共編 日本評論社 1950
- 『結核をなくすために』 岩波新書 1950
- 『あられ療法』 創元社 1953
- 『療養の設計』 岩波新書 1955
- 『宛名のない見舞状 療養者のために』 六月社 1956
- 『常識の生態』 河出新書 1956
- 『育児日記』 文藝春秋新社 1957
- 『現代史の診断』 拓文館 1957
- 『はじめての子供』 中央公論社 1958
- 『社会主義リアリズム』 三一書房 1958
- 『私は赤ちゃん』 岩波新書 1960
- 『私は二歳』 岩波新書 1961
- 『君たちの天分を生かそう』 筑摩書房 1962
- 『京の町かどから』 朝日新聞社 1962
- 『小児科医の眼』 文藝春秋新社 1963（ポケット文春）
- 『こんなときお母さんはどうしたらよいか 暮しの手帖の本』 暮しの手帖社 1964
- 『巨視的しつけ法』 筑摩書房 1964（グリーンベルト・シリーズ）
- 『日本式育児法』 講談社現代新書 1964
- 『母親のための人生論』 岩波新書 1964
- 『私の幼児教育論』 岩波新書 1965
- 『日本知識人の思想』 筑摩叢書 1965
- 『おやじ対こども』 岩波新書 1966
- 『往診・宅診・休診 幼児をもつ母親のために』 立風新書 1966 改題「愛児の診断書」
- 『育児の百科』 岩波書店 1967 のち文庫　のちレーザーディスク、のちビデオ付書籍
- 『あなたの家庭はそれでよいか』 日本放送出版協会 1968
- 『恋愛なんかやめておけ』 筑摩書房 1970（ちくま少年図書館）のち朝日文庫
- 『世界の歴史 22 ロシアの革命』 河出書房新社 1974 のち文庫
- 『革命と市民的自由』 筑摩書房 1970
- 『私の読んだ本』 岩波新書 1971
- 『われらいかに死すべきか』 暮しの手帖社 1971 のち平凡社ライブラリー
- 『きみはなにがこわい? おばけとたましいの話』 少年少女講談社文庫 1972
- 『現代への視角』 五木寛之、久野収共著 三一新書 1972
- 『わたしの保育指針』 新評論 1972
- 『市民として 家庭時評』 毎日新聞社 1972
- 『洛中洛外』中央公論社 1972
- 『お母さんは心配しすぎる 2-3歳児』 中央公論社 1972
- 『人生ってなんだろう 正続』 筑摩書房 1973-74
- 『自由を子どもに』 岩波新書 1973
- 『わたしの育児教室』 文藝春秋 1973
- 『人間の威厳について』 筑摩書房 1975
- 『花洛 -京都追憶-』 岩波新書 1975 「明治大正京都追憶」と改題、岩波同時代ライブラリー
- 『一年生の人生相談』 筑摩書房 1976
- 『在野の思想家たち 日本近代思想の一考察』 岩波書店 1977
- 『私の教育論』 筑摩書房 1977
- 『松田道雄の本』1-16 筑摩書房 1979-81
- 『女と自由と愛』 岩波新書 1979
- 『本の虫 「ハーフ・タイム」53・1-55・12』 筑摩書房 1983
- 『安楽死』 岩波ブックレット 1983
- 『日常を愛する 「ハーフ・タイム」56・1-58・9』筑摩書房 1983.11 平凡社ライブラリー
- 『わが生活わが思想』 岩波書店 1988
- 『町医者の戦後』 岩波ブックレット 1988
- 『私は女性にしか期待しない』 岩波新書 1990
- 『安楽に死にたい』 岩波書店 1997
- 『幸運な医者』 岩波書店 1998

## 翻訳
- 哲学の人間学的原理 チェルヌィシェフスキー 岩波文庫 1955
- レーニン レフ・トロツキー 竹内成明共訳 河出書房新社 1972、中公文庫 2001
- 養生訓 貝原益軒 中公文庫 1973、改版2020
- 大和俗訓・和俗童子訓 貝原益軒 中公文庫 1974
- 人間 受胎から老年まで D・W・スミス、E・L・ビアマン 松田道郎共訳 岩波書店 1977